# رمو سانسونتی
رمو سانسونتی (انگلیسی: Remo Sansonetti؛ زادهٔ ۲۴ ژانویهٔ ۱۹۴۶) دوچرخه‌سوار اهل استرالیا است. وی در بازی‌های المپیک تابستانی ۱۹۷۲، ۱۹۷۶ و ۱۹۸۰ شرکت کرده است.